# Seth Chandler
Seth Carlo Chandler, Jr. (16. září 1846 – 31. prosince 1913) byl americký astronom.
Narodil se v Bostonu ve státě Massachusetts jako syn Setha Carla a Marie (rozená Cheeverové) Chandlerové. Během svého posledního roku na střední škole provádět matematické výpočty pro Benjamina Peirce, z Harvard College Observatory.
Po absolvování vysoké školy se stal asistentem Benjamina A. Goulda. Gould byl ředitelem oddělení délek Národní geodetické asociace. Když Gould odešel, aby se stal ředitelem národní observatoře v Argentině, Chandler svůj post také opustil a stal matematikem. Nicméně pokračoval k práci v astronomii jako amatér ve spojení s Harvard College Observatory.
Chandlerovou nejznámější prací je výzkum jevu, který později dostal označení Chandlerův výkyv. Jeho výzkum tohoto jevu trval skoro tři desetiletí.
Chandler také přispěl do dalších oblastí astronomie, včetně proměnných hvězd. Nezávisle spoluobjevil novu T Coronae Borealis, zlepšil odhad konstanty aberace, a vypočítal orbitální parametry planetek a komet.
Chandler získal v roce 1896 Gold Medal of the Royal Astronomical Society a medaili Jamese Craiga Watsona v roce 1894.
Kráter Chandler na Měsíci je pojmenován po něm.